# Eemil Luukka
Eemil Vihtori Luukka, född 1 december 1892 i Mola, Viborgs län, död 1 juni 1970 i Helsingfors, var en finländsk politiker. 
Luukka var ledamot av Finlands riksdag för Agrarförbundet 1936–1966 och skötte som lantbruksminister och andre inrikesminister den förflyttade befolkningens angelägenheter i de fyra första efterkrigsregeringarna 1944–1946. Han hade ansvaret för kolonisationsfrågorna även som lantbruksminister 1950–1951 och 1951–1953 samt var därtill inrikesminister i två på varandra följande regeringar 1960–1962. Han arbetade energiskt för karelarnas sak, bland annat som stiftande medlem av Karelska förbundet, vars ombudsman och mångårige ordförande han sedan var. Han tilldelades ministers titel 1962.

## Utmärkelser
- Kommendörstecknet av Finlands Vita Ros’ orden[1]
- Riddartecknet av II klass av Heliga Lammets orden[1]

[Redigera Wikidata]